# Fernão Lopes
Fernão Lopes, fɨɾˈnɐ̃w̃ ˈlɔpɨʃ (1385 circa – 1459 circa), è stato un cronachista portoghese del XV secolo scelto dal re Edoardo del Portogallo.

## Biografia
Fu uno degli storiografi più apprezzati di tutta la cultura portoghese.
I suoi scritti sono basati sulle tradizioni tramandate oralmente e, in ogni pagina, rivela le sue radici popolari. Fu un autodidatta, e uno degli ultimi esempi di storico come approvvigionatore della conoscenza popolare. Al momento della sua morte, un nuovo tipo di conoscenza stava sorgendo, uno scolasticismo latinizzato che implicava l'imitazione dei classici.
La sua data di nascita è incerta, ma comunque compresa nel periodo di tempo che va dal 1380 al 1390, e appartiene alla generazione che viene dopo la guerra con la Castiglia e la battaglia di Aljubarrota. Durante la sua vita, conobbe molti protagonisti di questo periodo turbolento, compreso Giovanni I del Portogallo, Edoardo del Portogallo, Nuno Álvares Pereira e João das Regras. Vide il regno di tre monarchi: Giovanni I, Edoardo I e Alfonso V e inoltre visse durante la reggenza di Pietro, Duca di Coimbra.
Il Portogallo vide molti mutamenti sociali e politici in questo periodo come: 
- la crescita della nuova nobiltà dell'"Inclita generazione" (Ínclita geração) (i figli di Giovanni I e Filippa di Lancaster);
- la Conquista di Ceuta;
- l'insurrezione di Lisbona contro la Regina Madre, Eleonora d'Aragona;
- l'elezione di Pietro, duca di Coimbra, per la reggenza;
- la guerra civile tra Pietro e Alfonso V;
- e la susseguente Battaglia di Alfarrobeira, dove Pietro vi perse la vita.

Alla sua morte, Lopes resta testimone dell'inizio dell'impero marittimo portoghese.
Gli succedette come cronachista Gomes Eanes de Zurara. Si stima che la sua morte sia avvenuta dopo il 1459.

## Opere
Fernão scrisse molte cronache, tra cui:
- Crónica de el-rei D. Pedro (in italiano Cronaca del re Pietro I)[1][2]
- Crónica de el-rei D. Fernando (in italiano Cronaca del re Ferdinando I)[3]
- Crónica de el-rei D. João I, 1ª e 2ª parte (in italiano Cronaca del re Giovanni I)[4]
- Crónica dos reis de Portugal (in italiano Cronaca dei re del Portogallo)